# Безинский, Красимир
Красими́р Смиле́нов Бези́нский (болг. Красимир Смиленов Безински; 29 июня 1961, Благоевград — 22 апреля 2019, София) — болгарский футболист и футбольный тренер, играл на позиции защитника. Пятикратный чемпион Болгарии и шестикратный обладатель Кубка Болгарии в составе софийского ЦСКА.

## Биография

### Клубная карьера
Уроженец Благоевграда. Безинский начал карьеру в клубе «Пирин», в котором играл в течение трёх сезонов. В 1981 году перешёл в софийский ЦСКА, в составе которого отыграл восемь сезонов. В составе «армейцев» выиграл 4 чемпионских титула, 5 Кубков Болгарии и 3 Кубка Советской армии.
В 1989 году перешёл в португальский «Портимоненсе», в котором играл два с половиной сезона. В январе 1992 года вернулся в софийский ЦСКА, за который играл полтора года. В том же году в составе ЦСКА он выиграл пятый чемпионский титул, а в следующем году шестой Кубок Болгарии в своей карьере. Затем Безинский играл в Израиле за «Хапоэль» из Петах-Тиквы и «Маккаби Ирони» из Ашдода.
Закончил игровую карьеру в «Пирине», в котором начинал профессиональную карьеру.

### Карьера в сборной
За сборную Болгарии сыграл 25 матчей и забил 2 гола.

### Тренерская карьера
Работал ассистентом главного тренера в софийском ЦСКА, «Берое» и сборной Болгарии.
В качестве главного тренера он работал в Танзании с клубом «Симба» и в Саудовской Аравии с «Аль-Сафа».

### Смерть
Скончался 22 апреля 2019 года в возрасте 57 лет после продолжительной болезни.

## Достижения
ЦСКА (София)
- Чемпион Болгарии (5) : 1981/82, 1982/83, 1986/87, 1988/89, 1991/92
- Обладатель Кубка Болгарии (6) : 1982/83, 1984/85, 1986/87, 1987/88, 1988/89, 1992/93
- Обладатель Кубка Советской армии (3): 1985, 1986, 1989